# Aldo Finzi (homme politique)
Pour les articles homonymes, voir Finzi.
Aldo Finzi (né le 20 avril 1891 à Legnago, dans la province de Vérone, en Vénétie - mort le 24 mars 1944 à Rome) était un homme politique italien.

## Biographie
Aldo Finzi est issu d’une riche famille juive.
Engagé volontaire en 1915 comme aviateur  pendant  la Première Guerre mondiale, il est l’ami de d'Annunzio et son compagnon de vol lors du raid sur Vienne le 8 août 1918. Il est décoré de la médaille d'or de la valeur militaire.
Il participe toujours avec D'Annunzio à l'entreprise de Fiume.
Comme un certain nombre de Juifs dont Ettore Ovazza ou Margherita Sarfatti, il adhère au parti de Benito Mussolini et est un des neuf députés juifs fascistes élus en 1921 et le restera jusqu’en 1929. En 1922, il participe à la marche sur Rome et est nommé  sous-secrétaire à l’intérieur du premier gouvernement de Mussolini, membre du Grand Conseil du fascisme et vice-commissaire à l’Aviation en 1923.
Accusé de complicité  dans l’assassinat du député Matteotti, il est obligé de démissionner et se consacre par la suite à la culture du tabac dans sa propriété du Latium.
Malgré les Lois raciales fascistes de 1938, il ne sera exclu du parti qu’en 1942. Il aurait eu des contacts avec la Résistance avant d'être arrêté le 28 février 1944 par les Allemands. Il est assassiné lors du Massacre des Fosses ardéatines.

## Sources
- (it) Cet article est partiellement ou en totalité issu de l’article de Wikipédia en italien intitulé « Aldo Finzi (politico) » (voir la liste des auteurs).